# 菊池金吾
菊池 金吾（きくち きんご、1812年10月12日（文化9年9月9日） - 1893年（明治26年）5月4日）は、江戸時代から明治時代の武士（盛岡藩士）、実業家。明治期に盛岡一の大富豪となった。

## 生涯
陸奥国稗貫郡亀ヶ森村（現在の岩手県花巻市大迫町）にて盛岡藩上級武士の藤枝宮内家臣（藩主から見れば陪臣）菊池弥兵衛、セキの三男として生まれた。父弥兵衛は金吾を医者にしようと、紫波郡郡山駅（現在の紫波町日詰と二日町の上町・下町を合わせた通称地名）に住む木村某という医師に預けたが、数日で脱走し実家に帰った。
1826年（文政9年）、盛岡に出て藩の重臣である加判役の花輪伊豆守に仕えた。後に同藩士大石貫一郎家に養子として入り、大石金吾と名乗る。このころ上下の信頼を得て、1840年（天保11年）12月には日詰御蔵奉行となった。その後、勘定奉行、金山御用掛、軍艦製造御用掛を歴任、1852年（嘉永5年）6月には100石を給せられ、菊池氏に復している。しかし、金吾を抜擢した藩主南部利済の失脚とともに蟄居を命じられ、以後1868年（明治元年）まで幽閉され、藩の公務から遠ざかった。その間に佐藤清右衛門とともに家産の利殖を図っている。
1873年（明治6年）1月、県令の島惟精とともに地元の殖産興業を図るため、中の橋の際に機業場の開設を計画、同年12月に設置した。ここで盛岡藩士の子弟たちに機業技術を習得させた。また1876年（明治9年）と1881年（明治14年）の明治天皇の東北御巡幸の際に、金吾の私邸が行在所となり陛下が泊まっている。屋敷は現存しないが、庭園は「賜松園(ししょうえん)」という名前で、現在は杜陵老人福祉センターの庭園として、盛岡市肴町に残されている。明治26年5月4日没。行年82歳。墓所は盛岡にある藩主菩提寺の聖寿寺と東京の青山霊園にある。このうち聖寿寺の墓石の碑文は伊藤博文が刻んでいる。

## 親族
- 孫：菊池第三 - 宮内省式部官
- 甥：野辺地尚義 - 盛岡藩士、英語教育者
- 大甥：山屋他人 - 海軍大将、その曽孫に皇后雅子がいる。